# Xscape
Xscape је други постхумни албум претходно необјављиваних пјесама америчког извођача Мајкла Џексона. Објављен је деветог маја 2014. од стране Епик Рекордса и Ем-Џеј-Џеј Мјузика. Једанаести је по реду албум издат након Џексонове смрти у јуну 2009. Ел-Еј Рид, директор Епик Рекордса, извршни је продуцент и руководилац пројекта. Изабрао је групу продуцената, као што су Старгејт, Џером Џеј-Рок Хармон, Џон Меклејн, Родни Џеркинс и Тимбаленд који је био водећи продуцент, да би на што бољи начин биле модернизоване осам изабраних пјесама. Поменути Џеркинс продуцирао је насловну пјесму и једини продуцент који је радио и на оригиналној и на завршној верзији неке од пјесама.
„Xscape“ је промовисан кроз одређене Сонијеве компаније. Тако, Сони Мобајл је употријебио исјечак пјесме „Slave to the Rhythm“ у својој кампањи за мобилни телефон Xperia Z2. Прве оцјене албума биле су од мјешовитих до позитивних. „Love Never Felt So Good“ је водећи сингл и објављен је 1. маја 2014. Ексклузивно издање албума садржи све пјесме заједно са њиховим оригиналима, додатну пјесму као и два видео снимка.